# Polytrichites spokanensis
Polytrichites spokanensis là một loài rêu trong họ Polytrichaceae. Loài này được E. Britton mô tả khoa học đầu tiên năm 1926.
Danh pháp khoa học của loài này chưa được làm sáng tỏ. 